# Landkreis Stendal
Landkreis Stendal är ett distrikt (Landkreis) i norra delen av det tyska förbundslandet Sachsen-Anhalt. Distriktet är uppkallat efter huvudorten Stendal.

## Administrativ indelning
I förvaltningsrättslig mening finns i modern tid ingen skillnad mellan begreppet Stadt (stad) gentemot Gemeinde (kommun). Följande kommuner och städer ligger i Landkreis Stendal: 

### Städer
| - Bismark (Altmark) - Havelberg | - Osterburg (Altmark) - Stendal | - Tangerhütte | - Tangermünde |

### Förvaltningsgemenskaper

#### Arneburg-Goldbeck
| - Arneburg - Eichstedt | - Goldbeck - Hassel | - Hohenberg-Krusemark - Iden | - Rochau - Werben (Elbe) |

#### Elbe-Havel-Land
| - Kamern - Klietz | - Sandau (Elbe) - Schollene | - Schönhausen (Elbe) | - Wust-Fischbeck |

#### Seehausen (Altmark)
| - Aland - Altmärkische Höhe | - Altmärkische Wische | - Seehausen (Altmark) | - Zehrental |